# Santa Eulalia Provenzana
Santa Eulalia Provenzana es una iglesia románica de Hospitalet de Llobregat (Barcelonés), protegida como bien cultural de interés local. 
Iglesia románica de tres naves separadas por arcadas de medio punto que se apoyan sobre pilares rectangulares. Las bóvedas fueron reconstruidas, la de la nave central es de cañón y las laterales son bóvedas de cuarto de esfera, y se apoyan sobre una línea de impostas . No se conservan los ábsides románicos y el actual está embebido en la sacristía.

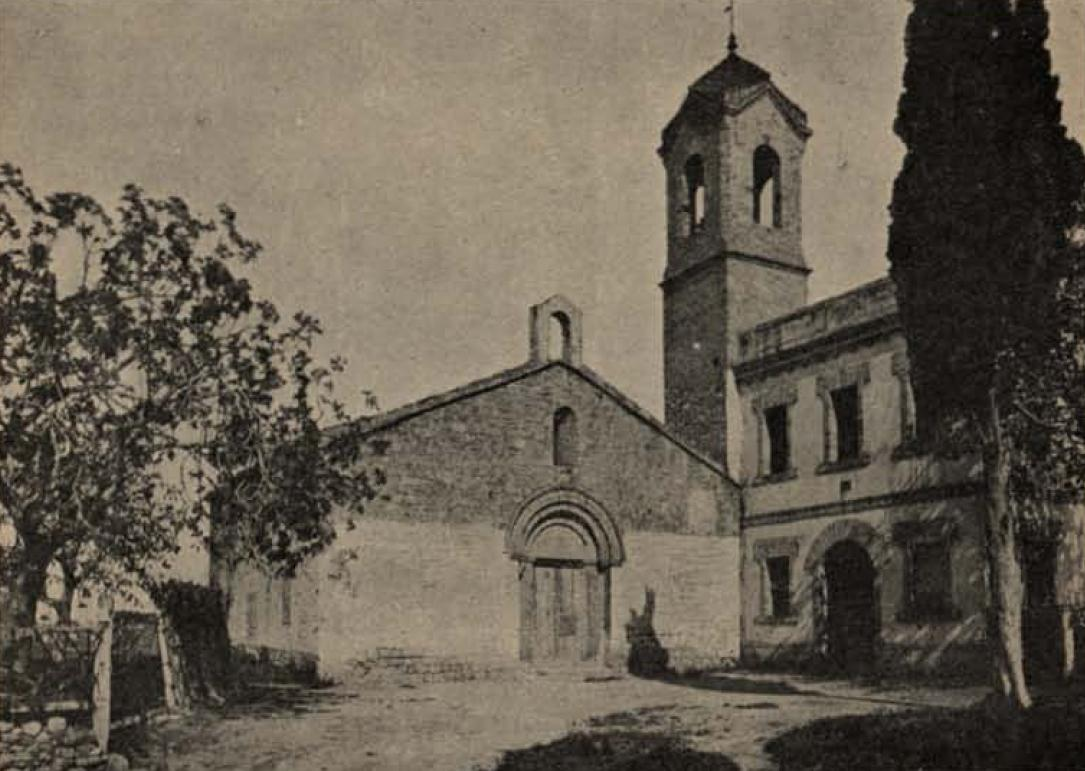
Santa Eulalia de Provenzana a principios del en la Geografía General de Cataluña

La fachada tiene el paramento del muro hecho con sillares regulares y bien colocados, con sillares más grandes en las esquinas haciendo líneas de refuerzo. El portal presenta una arquivolta de medio punto con molduras adornadas con hojas y motivos geométricos. Dos de las molduras se apoyan sobre dos columnas finas, coronadas con un capitel de tipo corintio tosco. En el tímpano se puede leer la inscripción: "Anno Millessimo duecentessimo primo actum est hoc mense marcio en quodam magistro A" que da la fecha de construcción del tímpano (marzo de 1201) y la inicial "A" (Arnau según algunos estudios), atribuida al supuesto maestro de obras de la iglesia.
En la fachada norte existe una ventana de forma elíptica que no se corresponde al estilo de construcción románico. También hay dos arquillos inscritos en la parte inferior del muro que son difíciles de datar o situar. La espadaña de la fachada de poniente es moderna.

## Historia

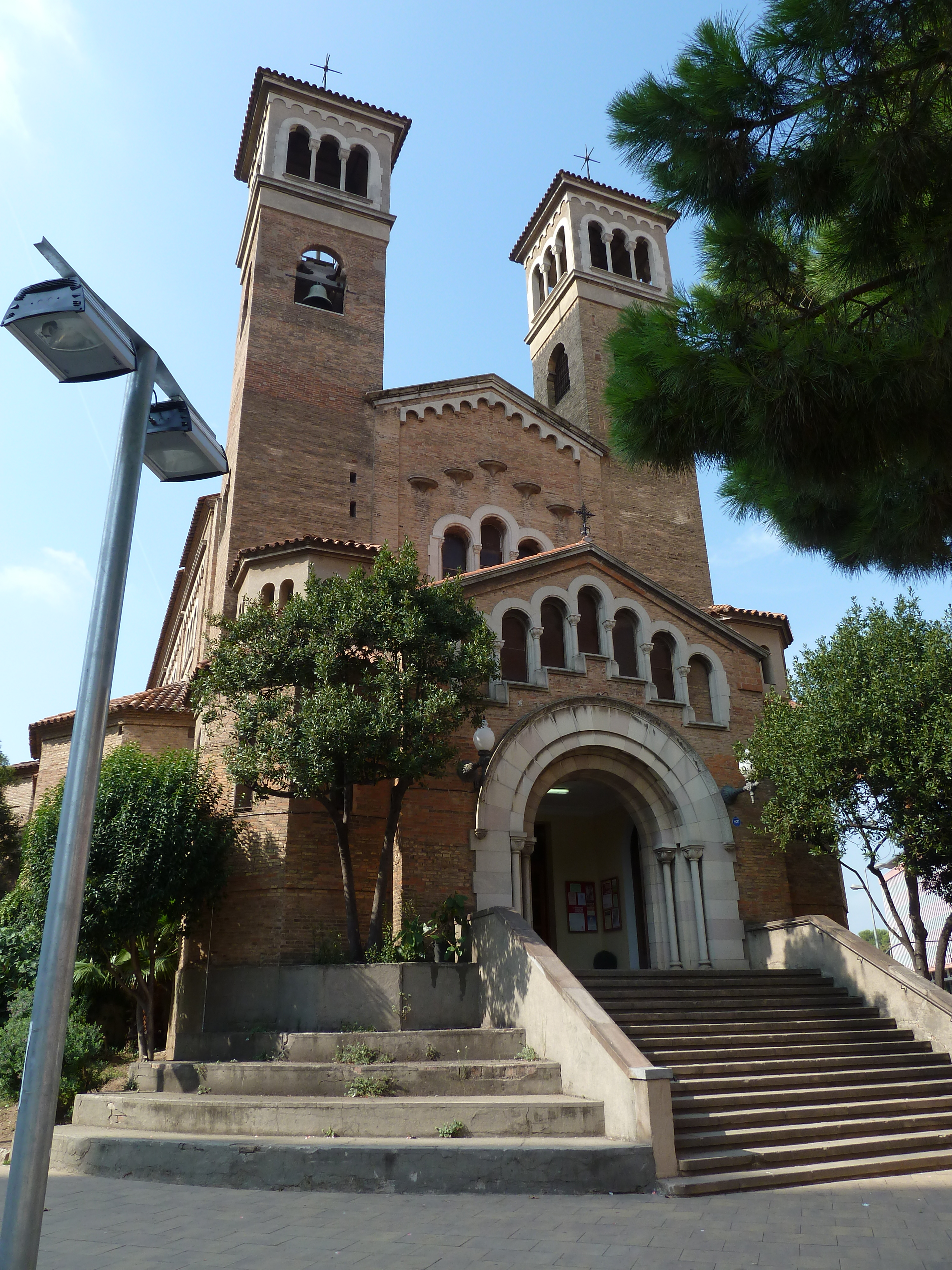
La nueva iglesia de Santa Eulalia de Provenzana, adosada tras la original románica.

Es, junto con la ermita de la Virgen de Bellvitge, uno de los edificios más antiguos conservados en Hospitalet. Fue consagrada el 27 de enero de 1101 por el obispo de Barcelona y el abad de Sant Cugat, Berenguer Folc. En esa fecha se estableció el término de Provenzana, comprendido entre Montjuïc y Riera Blanca al este, los contrafuertes de San Pedro Mártir de la sierra de Collserola en el Norte, el río Llobregat al oeste y el litoral marino a sur.
Hasta mediados de XIV fue la única parroquia del término. Más tarde, la titularidad pasó a la iglesia de Hospitalet Centro, consagrada como la misma de Provenzana en Santa Eulalia de Mérida, una figura martirial más antigua que la de Barcelona. La iglesia románica quedó, entonces, como capilla eremítica, empezando a degradarse. En el XVIII se hicieron las primeras restauraciones, en el XIX recuperó la categoría de parroquia y en el XX se acabó de reconstruir. Entre 1929 y 1954 se edificó justo al lado la nueva iglesia de Santa Eulalia de Provençana, de tipo neorrománico y mucho mayor. Incomprensiblemente, la construcción de la nueva iglesia descabezó el ábside de la iglesia románica original. 
Cuando se construyó la rectoría adosada se encontraron restos arqueológicos romanos, algunos de los cuales se pueden ver en el Museo de la Ciudad de L'Hospitalet. Estos restos hacen pensar en la existencia previa, en este lugar, de una villa romana. También cerca de la ermita, a finales del XIX se encontró un Cabo de Medusa romano del s. II hecho con piedra de Montjuïc y actualmente en el Museo de Arqueología de Cataluña. En el Museo de la Ciudad de Hospitalet hay una reproducción. Este hallazgo señala el itinerario romano que se recorría desde Barcelona hacia el puente del Llobregat en Martorell y apunta a la posibilidad de que se estableciera, como en otras villas romanas con necrópolis, una primitiva iglesia cristiana con su sagrera, durante el periodo visigótico.